# Kasteelhoeve van Falnuée

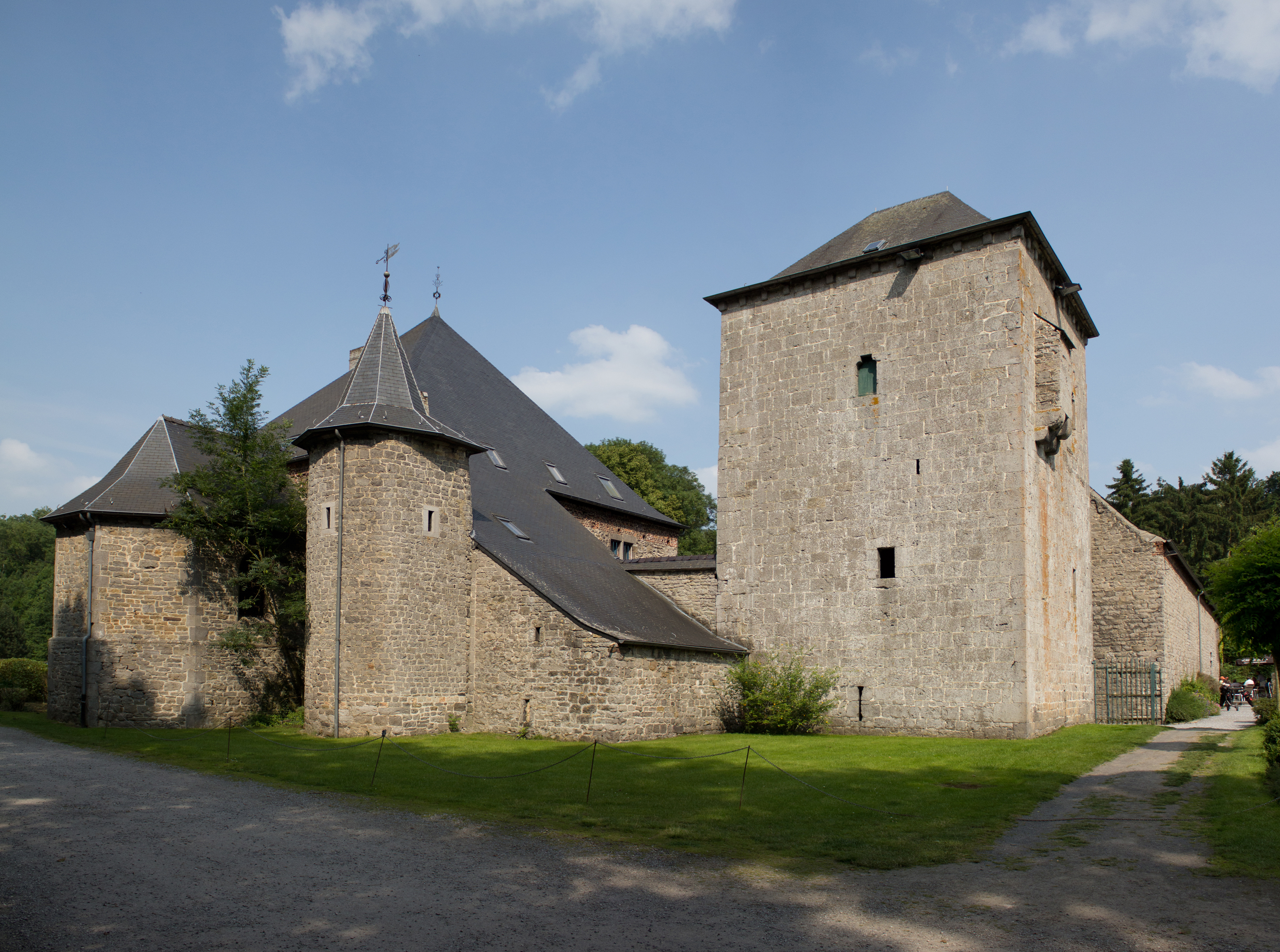
De Kasteelhoeve van Falnuée

De Kasteelhoeve van Falnuée is gelegen aan de samenvloeiing van de rivieren Orneau en Ligne in Mazy, een dorp 6 kilometer ten zuiden van de stad van Gembloers (Frans: Gembloux) in provincie Namen.

## Etymologie
Falnuée lijkt te ontleend te zijn het Latijnse woord fagus (beuk). Falnuée is in de loop van de geschiedenis ook bekend als: Faunwez, Faunoué en Villers-sur-Onon.

## Geschiedenis
in de tweede helft van de dertiende eeuw, waarschijnlijk 1285 wordt een donjon gebouwd. De eerste schriftelijke verwijzing is van 1343.
Gelegen op de grens van het hertogdom Brabant en het graafschap Namen maakt de donjon van Falnuee deel uit van de verdediging van het graafschap Namen. Falnuee, net als alle andere kastelen en versterkingen, verloor haar militaire waarde tijdens de eenmaking door Filips de Goede tot de Bourgondische Nederlanden in begin van de vijftiende eeuw
Aan het begin van de dertiende eeuw was Falnuee nog geen ondergeschikt land. Het land komt in het bezit van Henry van Falnuee. Graaf Willem I van Namen geeft Henry het recht om te vissen in de rivieren: de Orneau, Vichenet van Falnuee en de Ligne, hout te winnen in de bossen van St. Martin van Falnuee.
Op 31 maart 1344 wordt het land een leengoed. Falnuee wordt heer van Falnuee. Het landgoed omvat 120 bonniers landbouwgrond en 45 bonniers bos. (een bonnier is een oppervlaktemaat, één bonnier in Namen is 9461 m²). De boeren van de plaats waren een pint van haver en een kip met Kerstmis schatplichtig aan hun landheer (Een pint is een beetje minder dan een halve liter).
Op 10 april 1456 wordt, door beslaglegging op het landgoed, John van Trivières, bastaard van de graaf van Namen, eigenaar. Zijn nakomelingen hielden het domein tot het midden van de zeventiende eeuw.
In 1651 werd het landhuis gekocht door Agnes Davre, dame van Mielmont, vervolgens De Franquen en in 1715 Peter Roose, baron de Leeuw en heer van Spy. In het midden van de achttiende eeuw wordt het landhuis eigendom van de familie Coloma.
In de negentiende en twintigste eeuw is de kasteelhoeve uitsluitend gebruikt voor de landbouw. De gebouwen werden geklasseerd in 1976.
In 1987 worden de gebouwen gerenoveerd en het omliggende land veranderd in een golfterrein.

## Gebouw
De kasteelhoeve bestaat uit een donjon uit dertiende eeuw, een herenhuis uit de zeventiende eeuw en een toren en stallen uit de achttiende eeuw.